# Toga (vestit)

Home vestint una toga.

La toga (en grec antic τήβεννα 'tébenna', paraula usada pels autors grecs) era una vestimenta distintiva de l'antiga Roma i Grècia, consistia en una llarga tela d'uns 6 metres de longitud. Es portava enrotllada al voltant del cos, generalment col·locada sobre una túnica. La toga estava feta de llana gruixuda, i la túnica que es duia a sota era generalment de lli. Els rics la portaven de llana molt fina i blanca llevat dels casos de dol, i els pobres de llana basta i fosca.
Els cònsols, els pretors i els que celebraven un triomf la usaven amb vores de diversos colors i de vegades amb brodats d'or. Quan estaven de dol o durant els períodes de calamitat pública els romans canviaven la toga blanca per una de color negre o gris intens. Tots els ciutadans romans usaven la toga, a excepció dels criminals que havien estat condemnats. En la major part de la història de Roma, la toga va ser usada exclusivament per homes, mentre que les dones usaven la stola, un vestit prisat i llarg fins als peus, que es portava a sobre d'una túnica interior (tunica íntima). Generalment tenia mànigues, encara que ocasionalment se sostenia amb tirants.
Segons Varró la paraula derivava de teges (flassada, mantell), perquè cobria tot el cos. Inicialment es portava sola sense túnica. El seu origen no és clar: algunes fonts diuen que procedia del Regne de Lídia, però probablement era d'origen etrusc.
La toga caracteritzava als romans que eren anomenats togati (togats) o gens togata. Inicialment s'utilitzava només a la ciutat de Roma i el seu ús estava prohibit als exiliats i als estrangers; però progressivament el seu ús es va fer general i es portava amb la lacerna, però encara era característica de les classes superiors a les corts de justícia, al teatre, o als jocs, ja que la veien com una distinció d'honor, i en tot cas, en època imperial, es duia quan l'emperador era present. Sota Alexandre Sever no es podia anar convidat a la seva taula sense portar toga.
La seva forma era arrodonida, potser semicircular segons Dionís d'Halicarnàs. Quintilià i Tertul·lià parlen de la manera de dur la toga, que ja era més complexa, i de la forma en què la porten les estàtues romanes. Quintilià diu que les primeres togues no tenien "sinus" (pit) i després que el van tenir però curt. Tertul·lià contrasta la simplicitat del pal·li (pallio) amb la complicació de la toga.
El color de la toga dels homes (toga virilis) era generalment blanc i s'anomenava vestimentum puriter, en oposició a pretexta (praetexta). Es concedia una toga blanca brillant als candidats a magistratures (toga candida). Als festivals es duien togues blanques, i probablement aquest va ser el seu primer ús, però després es va generalitzar. La toga s'havia de mantenir blanca i neta per part de qui la portava i quan això es descuidava era coneguda com a toga sordida (i els que la portaven sordidati). La toga sòrdida la portaven els acusats. La toga pulla de color negre es portava durant les celebracions privades de dol i algunes vegades per persones de les classes inferiors. La toga picta, de color púrpura i amb brodats d'or, era la més magnificent de les que s'usaven durant la República, i era portada pels generals en la celebració del triomf al damunt d'una túnica palmata, i durant l'Imperi l'usaven els cònsols, que acostumaven a portar també, a partir del segle ii, la túnica palmata a sota, i els pretors quan celebraven els jocs, toga que també s'anomenava en aquella circumstància toga capitolina. La toga pretexta tenia unes característiques específiques i no la podia portar tothom.
La toga trabea estava ornamentada amb franges horitzontals de color escarlata brillant i amb una franja de color porpra. Era una forma molt antiga de toga que van portat els Salii. N'hi havia de ters tipus: una de color porpra per celebrar els ritus sagrats, una de porpra i blanc consagrada als déus, i una de porpra i safrà pels àugurs. La van portar els primers reis romans i la portaven també els llatins. Més tard la van portar els cònsols; els equites tenien dret al seu ús en algunes solemnitats; finalment va ser el vestit per excel·lència dels emperadors, i el primer que la va portar va ser Juli Cèsar.
La toga estava feta generalment de llana. Hi havia exemplars gruixuts i altres de fins: els primers anomenats toga densa, pinguis o hirta. Una altra toga, la pexa, era oposada a la trita o rasa que s'utilitzava a l'estiu. La seda era poc utilitzada.
Inicialment la toga l'usaven els homes i les dones però amb el temps les dones van usar la stola i la toga quedava limitada a algunes dones, solteres, o que s'havien divorciat per adulteri. El seu ús era principalment per les classes altes i les baixes usaven togues menys cares. En guerra la toga era substituïda pel sagum (togatus és oposat a miles). Els soldats usaven toga, però mai en temps de guerra o no com a vestit ordinari. La toga també s'usava per cobrir-se per dormir.

## Tipus de toga
- Toga picta, era la toga enriquida amb aprimorades tasques i brodats d'or que usaven els cònsols el dia del triomf i el cònsol i els pretors en presidir els jocs del circ.
- Toga pretexta, era la toga adornada amb una franja porpra distintiu dels joves lliures de naixement i dels dictadors, pretors, edils i algunes altres persones instituïdes en dignitat.
- Toga viril, era la que prenien els fills dels ciutadans romans quan deixaven la pretexta. En general, començaven a usar-la als setze anys i des de llavors, eren aptes per exercir els càrrecs de la república.

Actualment, la toga és una vestimenta de color negre utilitzada a certs països en els jutjats, pels jutges, fiscals, advocats i procuradors. També s'utilitza a partir del grau de secundària pels alumnes en sortir d'una generació, l'usen en la cerimònia final.